# Ahmet Ataýew
Ahmet Ataýew (en turcomano: Ахмет Дидарович Атаев; en ruso: Ахмед Дидарович Атаев, romanizado: Akhmed Didarovich Atayev; Asjabad, RSS de Turkmenistán, 19 de septiembre de 1990) es un futbolista de Turkmenistán que juega en la posición de centrocampista. Desde el 2020 juega en el FC Altyn Asyr de la Ýokary Liga.

## Carrera

### Club
| Periodo   | Club             | Apariciones | Goles |
| --------- | ---------------- | ----------- | ----- |
| 2007-2010 | FC Talyp Sporty  | 32          | 2     |
| 2010-2011 | FC Ashgabat      | 6           | 0     |
| 2011-2013 | HTTU Ashgabat    | 48          | 5     |
| 2014-2017 | FC Altyn Asyr    | 50          | 5     |
| 2017–2018 | Arema Malang     | 25          | 3     |
| 2018      | Persela Lamongan | 6           | 0     |
| 2019      | Sabah FA         | 8           | 1     |
| 2020–     | FC Altyn Asyr    | 23          | 1     |

### Selección nacional
Jugó con Turkmenistán sub-23 en la clasificación de AFC para los Juegos Olímpicos de Londres 2012. Ataýew debutó con la selección mayor el 27 de enero de 2012 en un partido amistoso ante Rumania. Pasó a ser el capitán de la selección en 2015.
Participó en la Copa Asiática 2019 donde anotó un gol en la derrota por 2-3 ante Japón en Abu Dabi.

## Logros

### Club
- Ýokary Liga: 2013, 2014, 2015
- Copa de Turkmenistán: 2011, 2015
- Supercopa de Turkmenistán: 2015
- Liga Premier de Malasia: 2019

### Individual
- Mejor jugador de la Ýokary Liga en 2015.